# Saint-Gervais-du-Perron

Saint-Gervais-du-Perron este o comună în departamentul Orne, Franța. În 1 ianuarie 2022 avea o populație de 346 de locuitori.